# Françoise Pagnuelo
Françoise Pagnuelo, née en 1918 et morte le 22 novembre 1957 à Westmount, Montréal est une peintre canadienne.

## Biographie
De descendance espagnole, elle a vécu la majorité de sa vie à Westmount et à Sainte-Adèle au Québec. Sa carrière se termine abruptement alors qu’elle décède d’un cancer à l’âge de 39 ans.
La jeune fille apprend les rudiments de la peinture durant ses études au collège de la Congrégation Notre-Dame. Elle étudie à l’école d’art de la Société des Arts de Montréal durant six ans, recevant les enseignements d'Edwin Holgate, Lilias Torrance Newton, Thomas Reid MacDonald, Harold Beament, Adam Sheriff Scott et Jean Paul Lemieux.
En 1938, au terme de ses études, Pagnuelo reçoit une bourse de perfectionnement et travaille quelque temps dans l’atelier d'Adam Sheriff Scott.
Françoise est connue pour ses portraits, ses scènes urbaines, ses peintures architecturales, ses natures mortes et ses marines, de même que pour ses paysages de Montréal, des Laurentides, de Gaspé et de la Nouvelle-Angleterre. S’inspirant de Manet, Cézanne, Tom Thomson, Cullen et A. Y. Jackson, elle créait ses toiles en plein-air, préférant les grands espaces au traditionnel atelier.

## Expositions
Durant sa carrière, Pagnuelo est acclamée par la critique et plusieurs de ses expositions font l’objet de revues dans la presse. Aux États-Unis, elle expose à Portland dans le Maine et en Nouvelle-Orléans. En 1950, elle expose au Cercle d’Art du Cercle Universitaire de Montréal près de soixante-dix toiles.

## Musées et collections publiques
- Musée national des beaux-arts du Québec[5]